# ネシ (小惑星)
ネシ (1534 Näsi) は、小惑星帯に位置する小惑星。フィンランド南西部の都市トゥルクで、ユルィヨ・バイサラによって発見された。
フィンランドの南部、西スオミ州に位置しているネシ湖に因んで命名された。